# Давид Турне
Давид Турне (фр. David Tournay; 28. октобар 1983) је француски глумац и манекен пољског, шпанског и белгијског поријекла, запажен у улози Леа Леграна у француској серији „Љетње авантуре“.

## Филмографија
- 2006 : P.J.
- 2007 ( сезона) : Љетње авантуре : Лео Легран
- 2008 ( сезона) : Љетње авантуре : Лео Легран
- 2009 ( сезона) : Љетње авантуре : Лео Легран

## Манекен
- модел фирме Хуго Бос
- реклама за Ер Франс